# Dobratyn
Dobratyn (ukr. Добрятин) – wieś na Ukrainie, w rejonie młynowskim obwodu rówieńskiego, nad Ikwą.